# Robert F. Murphy (Anthropologe)
Robert Francis Murphy (geb. 3. Juni 1924 in New York, NY / Rockaway Peninsula; gest. 8. Oktober 1990 in Leonia,  New Jersey) war ein  amerikanischer Anthropologe des 20. Jahrhunderts und Professor an der Columbia-Universität.

## Biografie
Robert Francis Murphy wurde in New York City als Nachkomme irischer Einwanderer geboren. Im Jahr 1941 wurde er zur US-Marine eingezogen. Nach dem Ende des Krieges kehrte er in die Vereinigten Staaten zurück und erhielt die GI Bill of Rights, die ihm den Besuch einer Universität ermöglichte. Er wurde an der Columbia University zugelassen, wo er einen Master-Abschluss und später einen Doktortitel erwarb. Im Jahr 1950 heiratete er Yolanda.
In den 1970er Jahren erkrankte er an einem bösartigen Tumor der Wirbelsäule und starb 1990 nach einer schweren Krankheit in seinem Haus in Leonia, New Jersey.
Sein Buch über seine Krankheit (The Body Silent: The Different World of the Disabled) fand Aufnahme in der französischen Reihe Terre humaine.

## Publikationen
- (mit Buell Quain) The Trumaí Indians of Central Brazil (Monographs of the American Ethnological Society, 24) (1955)
- Tappers and Trappers: Parallel Process in Acculturation (1956) Economic Development and Cultural Change 4.
- Matrilocality and Patrilineality in Mundurucu Society. American Anthropologist (1956) Vol. 58 (3:3): 414-433
- Mundurucú Religion (University of California Publications in American Archaeology and Ethnology; 49,1) (Berkeley; Los Angeles, University of California Press 1958)
- The Structure of Parallel Cousin Marriage (1959)
- Headhunter's Heritage: Social and Economic Change Among the Mundurucu Indians (1960)
- Social Distance and the Veil (1964)
- The Dialectics of Social Life: Alarms and Excursions in Anthropological Theory (1971)
- Robert H. Lowie.  Leaders of Modern Anthropology, Columbia University Press, New York, 1972, ISBN 0-231-03375-3, ISBN 978-0-231-03375-6
- Evolution and Ecology: Essays on Social Transformation (1978, co-authored with Julian H. Steward and Jane C. Steward)
- (Hrsg.) American Anthropology, 1946–1970: Papers from the American Anthropologist. Lincoln, Neb. : Univ. of Nebraska Press 2002, ISBN 0-8032-8280-X, ISBN 978-0-8032-8280-3
- Women of the Forest (1974)
- (mit Yolanda Murphy) Shoshone-Bannock Subsistence and Society. University of California Press, Berkeley / Los Angeles, 1960.
- The Body Silent: The Different World of the Disabled. J. M. Dent / Phoenix House, London, 1987, ISBN 0-460-07016-9, ISBN 978-0-460-07016-4
  - Vivre à corps perdu: le témoignage et le combat d'un anthropologue paralysé. Übersetzt von Paul Alexandre, Paris: Plon, 1990 (Terre humaine)